# Жоффруа, Эрик
Эрик Жоффруа (фр. Éric Geoffroy; род. 1956, Бельфор) — французский арабист, исламский учёный и писатель.
Почётный профессор Страсбургского университета, где он преподавал арабский язык и исламологию, он является членом Арабской академии (Majma' al-Lugha al-'Arabiyya) в Каире и научного совета Университета гуманитарных наук имени Мухаммеда бен Заида (Абу-Даби).
Специалист по суфизму, он является президентом ассоциации «Conscience Soufie», а также занимается вопросами духовности в современном мире (глобализация, экология, женственность и т. д.).
Он является автором около пятнадцати книг и многочисленных статей. Некоторые из его произведений переведены на иностранные языки (арабский, английский, турецкий и испанский).

## Биография
Эрик Жоффруа родился в 1956 году в Бельфоре в католической семье. В конце 1960-х годов ещё в детстве у него был «кризис веры», когда он ставил под сомнение основы своего общества. Он изучал различные университетские дисциплины (историю искусств, этнологию, историю), прежде чем посвятить себя изучению арабского языка и ислама. Затем он совершил многочисленные поездки в арабские страны. В конце долгих духовных поисков, которые привели его к исследованию различных духовных традиций, суфизм стал для него воротами в ислам. В 1984 году он принял ислам и взял арабское имя Юнус (Йонас). Во время трехлетнего пребывания во Французском институте арабских исследований в Дамаске, он написал свою диссертацию по суфизму в Египте и Сирии, затем защитил её в 1993 году в Университете Прованса Экс-Марсель I. В 1997 году он защитил свою аккредитацию на прямое исследование (HDR) в том же университете. Он преподавал арабский язык и исламологию в Страсбургском университете, где с сентября 2020 года является почётным профессором.
Наряду со своими академическими исследованиями он работает автором и лектором в области исламской культуры и духовности (Европа, арабский мир, США, Индонезия, Чёрная Африка и т. д.). Он является автором около пятнадцати работ. Некоторые из них переведены на разные языки. Английский перевод суфизма. Книга «Внутренний путь ислама» получила награду в США.
Он является членом Академии арабского языка в Каире (Маджма аль - Лугха аль-Арабия) и президентом Ассоциации суфийского сознания.

## Основные труды
Основываясь на своих исследованиях суфизма в эпоху мамлюков, Жоффруа в своей работе подчеркнул связи, объединяющие суфизм и ислам. Он особенно изучал суфийский тарикат Шазилия, духовную школу, которая оказала сильное влияние даже на современный Запад (Рене Генон был шазилийцем). Он также работал над «Эмиром Абд аль-Кадиром» и над гармонией, которую он хотел установить между духовностью и современностью. Он не пренебрегал модальностями вписывания суфизма в современный мир и более подробно изучал проблемы, которые постмодернизм ставит как перед религиозными, так и перед духовными сферами. Его также привлекало внимание взаимоотношения между суфизмом и салафизмом.
В ней также рассматриваются чисто эпистемологические вопросы. Он работает над изучением взаимосвязи физики и метафизики в исламе в составе международной исследовательской группы и подготовил большую статью под названием «Пути достижения реальности в суфизме». В частности, он показывает, что любой доктринальный подход, будь то научный или религиозный, является неполным, поскольку он охватывает лишь одну сторону реальности. С другой стороны, он продолжает исследовать динамику между академизмом и научной объективностью. Он также все больше и больше занимался этическим и экологическим измерением ислама.
Он руководил коллекцией «Valeurs d'Islam», коллективом, заказанным фондом «Fondapol» (реж. Доминик Рейни), и выпустил первую брошюру в этой серии: «Плюрализм в исламе, или осознание инаковости», в «Valeurs d'Islam», PUF, Париж, 2015, стр. 17-46. Переведено на арабский язык.
В 2020 году он опубликовал совместно с Альбином Мишелем книгу «Аллах в женском начале — Женское начало и женщина в суфийской традиции», а также провел множество лекций и конференций на эту тему. За несколько лет он написал три работы о шейхе Ахмаде аль-Алави.

## Личная жизнь
Его жена является француженкой, из суфийской семьи из Парижа. У них двое детей, которые воспитывались в исламе.